# John Marshall Jones
John Marshall Jones (Detroit, 17 augustus 1962) is een Amerikaans acteur. Hij is wellicht het meest bekend als Floyd Henderson uit de televisieserie Smart Guy.

## Filmografie
- Good Morning Vietnam militair politieagent #2 (Credited as J.J.)
- John Doe (2002–2003)
- Center of the Universe (televisieserie; seizoen 1, aflevering 9)
- Smart Guy – hoofdcast
- Diagnosis Murder (televisieserie; seizoen 4, aflevering 11)
- NCIS (Dead Man Talking; seizoen 1, aflevering 19)
- Sgt. Bilko (1996)
- The Sand Angels (1996)
- ER (seizoen 1, aflevering 14)
- A Dangerous Affair (televisieserie; hoofdcast)
- Out of Darkness (1994)
- Floundering (1994)
- Joe's Life (televisieserie; hoofdcast)
- A Different World (televisieserie; seizoen 6, aflevering 21)
- Melrose Place (televisieserie; seizoen 1, afleveringen 17-24, 26, 32)
- Martin (televisieserie; seizoen 1, aflevering 3)
- White Men Can't Jump (1992)
- Still Standing (televisieserie; 6 afleveringen)
- Home Improvement (televisieserie; 1 aflevering)
- The Parkers (televisieserie; seizoen 2, aflevering 12)
- Malcolm in the Middle (televisieserie; aflevering Christmas Trees) politieagent
- Dexter (seizoen 2, aflevering 4)
- Roseanne (seizoen 2, aflevering 6)
- The Troop (televisieserie; hoofdcast, 29 afleveringen)
- Pretty Little Liars (televisieserie; seizoen 2, aflevering 19)
- Glee (televisieserie; seizoen 3, aflevering 12)